# Grand prix de l'Imaginaire de la meilleure bande dessinée
Le grand prix de l'Imaginaire du meilleure bande dessinée est un ancien prix littéraire français décerné entre 2010 et 2014 dans le cadre du grand prix de l'Imaginaire. il récompensait des bandes dessinées européennes et des comics publiés en français pendant l'année précédente.

## Historique
Le prix est créé en 2010 en bande dessinée à l'initiative de Jean-Pierre Dionnet (alors membre du jury du grand prix de l'Imaginaire) afin de récompenser une œuvre de bande dessinée européenne ou de comics, conjointement avec un prix destiné aux mangas.
Il est supprimé en 2014 après seulement 5 éditions, la tâche se révélant trop prenante pour le jury.

## Palmarès
Le tableau suivant recense les auteurs (scénaristes et dessinateurs) et les ouvrages sélectionnés dans le cadre du grand prix de l'Imaginaire de la bande dessinée. Les lauréats sont cités en premier, suivis par les autres finalistes et, éventuellement, des présélectionnés.
- Lauréat *
- Finaliste
- Présélection †

| Année | Auteur                 | Titre                                                        | Éditeur                 |
| ----- | ---------------------- | ------------------------------------------------------------ | ----------------------- |
| 2010  | Warren Ellis*          | Black Summer (en)                                            | Milady                  |
| 2010  | Juan Jose Ryp*         | Black Summer (en)                                            | Milady                  |
| 2010  | Alcante                | Jason Brice, tomes 1 à 2                                     | Dupuis                  |
| 2010  | Milan Jovanović        | Jason Brice, tomes 1 à 2                                     | Dupuis                  |
| 2010  | Fabrice Colin          | La Brigade chimérique, tomes 1 à 3                           | L'Atalante              |
| 2010  | Serge Lehman           | La Brigade chimérique, tomes 1 à 3                           | L'Atalante              |
| 2010  | Gess                   | La Brigade chimérique, tomes 1 à 3                           | L'Atalante              |
| 2010  | Danijel Zezelj         | King of Nekropolis                                           | Mosquito                |
| 2011  | Fabrice Colin*         | La Brigade chimérique, tomes 1 à 6                           | L'Atalante              |
| 2011  | Serge Lehman*          | La Brigade chimérique, tomes 1 à 6                           | L'Atalante              |
| 2011  | Gess*                  | La Brigade chimérique, tomes 1 à 6                           | L'Atalante              |
| 2011  | Fabien Vehlmann        | Les Derniers jours d'un immortel                             | Futuropolis             |
| 2011  | Gwen de Bonneval       | Les Derniers jours d'un immortel                             | Futuropolis             |
| 2011  | Fabien Vehlmann        | Le Diable amoureux et autres films jamais tournés par Méliès | Dargaud                 |
| 2011  | Frantz Duchazeau       | Le Diable amoureux et autres films jamais tournés par Méliès | Dargaud                 |
| 2011  | Sébastien Viozat       | Tortuga, tome 1                                              | Ankama                  |
| 2011  | Antoine Brivet         | Tortuga, tome 1                                              | Ankama                  |
| 2011  | Arthur de Pins         | Zombillénium, tome 1                                         | Dupuis                  |
| 2011  | Steve Moore†           | Hercule, tome 1                                              | Milady                  |
| 2011  | Admira Wijaya†         | Hercule, tome 1                                              | Milady                  |
| 2011  | Fred Duval†            | Nico, tomes 1 à 2                                            | Dargaud                 |
| 2011  | Philippe Berthet†      | Nico, tomes 1 à 2                                            | Dargaud                 |
| 2011  | Lewis Trondheim†       | Omni-Visibilis                                               | Dupuis                  |
| 2011  | Matthieu Bonhomme†     | Omni-Visibilis                                               | Dupuis                  |
| 2011  | Sylvain Runberg†       | Orbital, tomes 1 à 4                                         | Dupuis                  |
| 2011  | Serge Pellé†           | Orbital, tomes 1 à 4                                         | Dupuis                  |
| 2011  | Arvid Nelson (en)†     | Rex Mundi (en), tomes 1 à 2                                  | Milady                  |
| 2011  | EricJ†                 | Rex Mundi (en), tomes 1 à 2                                  | Milady                  |
| 2011  | Sandrine Revel†        | Sorcellerie et Dépendances                                   | Dupuis                  |
| 2011  | Éric Corbeyran†        | Uchronie(s), tomes 1 à 3 des 3 séries                        | Glénat                  |
| 2011  | Éric Chabbert†         | Uchronie(s), tomes 1 à 3 des 3 séries                        | Glénat                  |
| 2011  | Djillali Defali†       | Uchronie(s), tomes 1 à 3 des 3 séries                        | Glénat                  |
| 2011  | Tibéry†                | Uchronie(s), tomes 1 à 3 des 3 séries                        | Glénat                  |
| 2012  | Juan Díaz Canales*     | Fraternity, tomes 1 et 2                                     | Dargaud                 |
| 2012  | José Luis Munuera*     | Fraternity, tomes 1 et 2                                     | Dargaud                 |
| 2012  | Sylviane Corgiat       | Les Épées de verre, tomes 1 et 2                             | Les Humanoïdes associés |
| 2012  | Laura Zuccheri         | Les Épées de verre, tomes 1 et 2                             | Les Humanoïdes associés |
| 2012  | Nathan Fox             | Fluorescent Black (en)                                       | Milady                  |
| 2012  | M. F. Wilson           | Fluorescent Black (en)                                       | Milady                  |
| 2012  | Dominique Bertail      | Ghost Money, tomes 1 à 3                                     | Dargaud                 |
| 2012  | Thierry Smolderen      | Ghost Money, tomes 1 à 3                                     | Dargaud                 |
| 2012  | Jean-Yves Delitte      | U-Boot, tomes 1 et 2                                         | 12 bis                  |
| 2012  | Jean-David Morvan      | Univerne, tome 1                                             | Soleil                  |
| 2012  | Nesmo                  | Univerne, tome 1                                             | Soleil                  |
| 2012  | Pierre Gabus           | Cité 14, saison 2, tomes 1 et 2                              | Les Humanoïdes associés |
| 2012  | Romuald Reutimann      | Cité 14, saison 2, tomes 1 et 2                              | Les Humanoïdes associés |
| 2012  | Enrique Corominas (es) | Dorian Gray (es)                                             | Daniel Maghen           |
| 2012  | Nancy Peña             | It is not a piece of cake                                    | La Boîte à bulles       |
| 2012  | Steven Dupré           | Midgard, tome 1                                              | Casterman               |
| 2012  | Darren Aronofsky       | Noé, tome 1                                                  | Le Lombard              |
| 2012  | Ari Handel (en)        | Noé, tome 1                                                  | Le Lombard              |
| 2012  | Niko Henrichon         | Noé, tome 1                                                  | Le Lombard              |
| 2012  | Olivier Supiot         | Un amour de Marmelade                                        | Glénat                  |
| 2013  | Enrique Fernández*     | Les Contes de l'ère du Cobra, tomes 1 et 2                   | Glénat                  |
| 2013  | Wilfrid Lupano         | Azimut, tome 1                                               | Vents d'Ouest           |
| 2013  | Jean-Baptiste Andréae  | Azimut, tome 1                                               | Vents d'Ouest           |
| 2013  | Gabriel Bá             | Daytripper                                                   | Urban Comics            |
| 2013  | Fábio Moon             | Daytripper                                                   | Urban Comics            |
| 2013  | Florent Maudoux        | Freaks' Squeele, tomes 1 à 5                                 | Ankama                  |
| 2013  | Jean-David Morvan      | Zaya, tomes 1 et 2                                           | Dargaud                 |
| 2013  | Wei Huangjia           | Zaya, tomes 1 et 2                                           | Dargaud                 |
| 2013  | Warren Ellis           | Captain Swing et les pirates électriques de Cindery Island   | Milady                  |
| 2013  | Raulo Cáceres (en)     | Captain Swing et les pirates électriques de Cindery Island   | Milady                  |
| 2013  | Izu                    | Crusades, tomes 1 à 3                                        | Les Humanoïdes associés |
| 2013  | Alex Nikolavitch       | Crusades, tomes 1 à 3                                        | Les Humanoïdes associés |
| 2013  | Zhang Xiaoyu           | Crusades, tomes 1 à 3                                        | Les Humanoïdes associés |
| 2013  | Doug TenNapel          | Ghostopolis (en)                                             | Milady                  |
| 2013  | Serge Lehman           | Masqué, tomes 1 et 2                                         | Delcourt                |
| 2013  | Stéphane Créty         | Masqué, tomes 1 et 2                                         | Delcourt                |
| 2013  | Keko                   | La Protectrice                                               | Actes Sud - L'an 2      |
| 2013  | Jonathan Ross          | Turf (en), tomes 1 et 2                                      | Emmanuel Proust         |
| 2013  | Tommy Lee Edwards      | Turf (en), tomes 1 et 2                                      | Emmanuel Proust         |
| 2014  | Alexandre Clérisse*    | Souvenirs de l'empire de l'atome                             | Dargaud                 |
| 2014  | Thierry Smolderen*     | Souvenirs de l'empire de l'atome                             | Dargaud                 |
| 2014  | Frederik Peeters       | Aâma, tomes 1 à 3                                            | Gallimard               |
| 2014  | José Oliver            | Le Jeune Lovecraft (es)                                      | Diábolo (en)            |
| 2014  | Bartolo Torres         | Le Jeune Lovecraft (es)                                      | Diábolo (en)            |
| 2014  | Sean Murphy            | Punk Rock Jesus                                              | Urban Comics            |
| 2014  | Luc Brunschwig         | Urban, tome 1 et 2                                           | Futuropolis             |
| 2014  | Roberto Ricci          | Urban, tome 1 et 2                                           | Futuropolis             |
| 2014  | Humertus Rufledt       | Alisik, tome 1                                               | Le Lombard              |
| 2014  | Helge Vogt             | Alisik, tome 1                                               | Le Lombard              |
| 2014  | Vincent Brugeas        | Chaos Team, tomes 1.1 et 1.2                                 | Akileos                 |
| 2014  | Ronan Toulhoat         | Chaos Team, tomes 1.1 et 1.2                                 | Akileos                 |
| 2014  | Jonathan Munoz         | Les Dormants                                                 | Cleopas                 |
| 2014  | Manuele Fior           | L'Entrevue                                                   | Futuropolis             |
| 2014  | Florent Maudoux        | Funérailles, tome 1                                          | Ankama                  |
| 2014  | Gabor                  | Isabellae, tomes 1 et 2                                      | Le Lombard              |
| 2014  | Raule                  | Isabellae, tomes 1 et 2                                      | Le Lombard              |
| 2014  | Federico Ferniani      | La Voie du sabre, tome 1                                     | Glénat                  |
| 2014  | Mathieu Mariolle       | La Voie du sabre, tome 1                                     | Glénat                  |